# París-Tours sub-23
La París-Tours sub-23 (oficialmente: París-Tours Espoirs) es una carrera ciclista profesional francesa, como su propio nombre indica limitada a corredores sub-23 y "hermana menor" de la París-Tours, de hecho se disputan el mismo día en el mes de octubre.
Creada en 1991 sus primeras ediciones fueron amateur. Desde la creación de los Circuitos Continentales UCI en 2005 forma parte del UCI Europe Tour, los dos primeros años en la categoría 1.2 (última categoría del profesionalismo) y después en la categoría específica creada en 2007 para corredores sub-23: 2.1U (igualmente última categoría del profesionalismo).
Tiene unos 180 km aproximadamente en su trazado, entre 50 y 80 km menos que su homónima sin limitación de edad aunque con similares cotas en la parte final.
Al igual que su homónima sin limitación de edad, si está organizada por ASO (organizadora también del Tour de Francia entre otras).

## Palmarés
En amarillo: edición amateur.
| Año  | Ganador                 | Segundo                 | Tercero                 |
| ---- | ----------------------- | ----------------------- | ----------------------- |
| 1991 | Lars Michaelsen         | Kim Marcussen           | David Orcel             |
| 1992 | Arvis Piziks            | Jaan Kirsipuu           | Mika Hietanen           |
| 1993 | Cyril Saugrain          | Eric Bourout            | Hervé Boussard          |
| 1994 | Nicolas Jalabert        | Franck Ramel            | Hervé Arsac             |
| 1995 | Pascal Giguet           | Pierre-Yves Archambault | Stéphane Conan          |
| 1996 | Franck Perque           | Samuel Plouhinec        | Guillaume Auger         |
| 1997 | Miguel van Kessel       | Kurt Asle Arvesen       | Ludovic Capelle         |
| 1998 | Thor Hushovd            | Andy Flickinger         | Nuno Marta              |
| 1999 | Gorik Gardeyn           | Sandy Casar             | Sébastien Talabardon    |
| 2000 | Tom Boonen              | Stefan Adamsson         | Ronald Mutsaars         |
| 2001 | Samuel Dumoulin         | Mikhail Timochine       | Anthony Geslin          |
| 2002 | Maryan Hary             | Gregor Willwhol         | Geoffroy Lequatre       |
| 2003 | Mathieu Claude          | Marc Staelen            | Johnny Hoogerland       |
| 2004 | Vincent Jérôme          | Giovanni Bernaudeau     | Sébastien Minard        |
| 2005 | Fabien Patanchon        | Maxime Vantomme         | Tomasz Smoleń           |
| 2006 | Huub Duijn              | Greg Van Avermaet       | Stijn Neirynck          |
| 2007 | Jürgen Roelandts        | Florian Vachon          | Jan Bakelants           |
| 2008 | Tony Gallopin           | Romain Zingle           | Julien Fouchard         |
| 2009 | Mathieu Halleguen       | Kris Boeckmans          | Nicolas David           |
| 2010 | Jelle Wallays           | Romain Guillemois       | Thomas Welter           |
| 2011 | Fabien Schmidt          | Gijs Van Hoecke         | Angelo Tulik            |
| 2012 | Taruia Krainer          | Warren Barguil          | Maxime Renault          |
| 2013 | Flavien Dassonville     | Daan Olivier            | Olivier Le Gac          |
| 2014 | Mike Teunissen          | Martijn Tusveld         | Sam Oomen               |
| 2015 | Sam Oomen               | Martijn Tusveld         | Maxime Farazijn         |
| 2016 | Arvid de Kleijn         | Jules Roueil            | Nicolas Primas          |
| 2017 | Jasper Philipsen        | Milan Menten            | Gerben Thijssen         |
| 2018 | Marten Kooistra         | Erik Nordsæter Resell   | Nils Eekhoff            |
| 2019 | Alexys Brunel           | Joel Suter              | Jonas Iversby Hvideberg |
| 2020 | Rune Herregodts         | Jordi Meeus             | Florian Dauphin         |
| 2021 | Jonas Iversby Hvideberg | Casper van Uden         | Marijn van den Berg     |
| 2022 | Per Strand Hagenes      | Mathis Le Berre         | Tomáš Kopecký           |
| 2023 | Sakarias Koller Løland  | Pierre-Pascal Keup      | Pierre Thierry          |
| 2024 | Antoine L'Hote          | Pelle Køster Mikkelsen  | Halvor Dolven           |

## Palmarés por países
| País         | Victorias |
| ------------ | --------- |
| Francia      | 16        |
| Países Bajos | 6         |
| Bélgica      | 6         |
| Noruega      | 4         |
| Letonia      | 1         |
| Dinamarca    | 1         |